# Gabriel Montaño
Diego Hernán Montaño Moizán, (Cochabamba, 23 de junio de 1999) es un futbolista boliviano que juega como centrocampista.

## Trayectoria
Fue formado en las divisiones inferiores del Club Aurora. Debutó profesionalmente el 15 de diciembre de 2019 ante el Bolívar, desde entonces acumuló 30 partidos y nueve goles de manera profesional.
Su desempeño en la temporada 2024 en la que marcó ocho goles lo llevaron a ser convocado a la selección boliviana, para jugar las eliminatorias al Mundial de 2026 ante Venezuela y Chile, sin llegar a jugar ningún encuentro.

## Clubes
| Club   | País    | Año       |
| ------ | ------- | --------- |
| Aurora | Bolivia | 2019-2024 |

## Controversias
El 17 de diciembre de 2024 fue acusado por el Club Royal Pari por utilizar la identidad de su hermano fallecido. Ante esta denuncia, el Club Aurora presentó los supuestos documentos de identificación del jugador, en el que se muestra su nombre como "Gabriel Montaño Moizán", con fecha de nacimiento del 15 de febrero de 2005. La situación derivó en que el 28 de diciembre Royal Pari iniciara una acción penal por los delitos de falsedad ideológica, material y uso de instrumento falsificado contra Montaño y Aurora. El 3 de enero de 2025, el SEGIP (Servicio General de Información Personal) emitió un informe en el que no tenía registros bajo el nombre de Gabriel Montaño, pero si se identificaron datos de Diego Hernán Montaño.
En 13 de enero de 2025, Montaño declaró ante el Tribunal de Disciplina Deportiva que su verdadero nombre es "Diego Hernán Montaño Moizán" y que nació el 23 de junio de 1999.
A la fecha se encuentra sin club.